# Ташебинский дворец
Ташебинский дворец — памятник архитектуры гунно-сарматской эпохи I в. до н. э. в Хакасии.
Располагался в междуречье р. Абакана и р. Ташеба, в 8 км к юго-западу от Абакана у с. Чапаева. Открыт при дорожных работах в 1940 году, раскопки проводились в 1941, 1944 и 1945 годах сотрудниками Государственного Исторического музея Л. А. Евтюховой и Минусинского — В. П. Левашевой.

## Архитектура
Под оплывшим холмом диаметром до 60 м, высотой 0.6-1.8 м вскрыты развалины дворца 35x45 м, ориентированного по сторонам света, с общим входом с юга. Дворец общей площадью 1500 м² был построен без фундамента на выровненной площадке. Пол и глинобитные стены сохранились на высоту до 1.8 м и достигали до 2 м толщины. Всего дворец состоял из 20 комнат, площадью 28-30 м² каждая. Кроме этого, в центральной части находился большой квадратный зал площадью 132 м². К нему примыкали анфилады из 6 комнат с каждой стороны, а с восточной и западной частей было расположено по 4 комнаты в два ряда. Главный вход во дворец был с южной стороны, комнаты сообщались между собой дверьми. Опорные столбы, матицы, стропила крыши, притолоки и двери многочисленных комнат сделаны из дерева. Под глинобитным полом проходили каналы отопительной системы, соединявшие 3-4 комнаты, в виде неглубоких канавок шириной до 0.5 м, обставленных плитками песчаника. Горячий воздух нагревался в печах и выводился через вытяжные трубы за пределами здания. Некоторые комнаты предположительно обогревались жаровнями.

## Находки
Стены у входа в здание украшали облицовочные глиняные плитки со штампованным ёлочным узором. Двери центрального зала были украшены массивными бронзовыми ручками в виде личины рогатого горбоносого чудовища в трехрогой короне, с бакенбардами, усами и оскаленными зубами. Подвижное кольцо для открывания двери было вставлено в его нос.
Немногочисленные вещи, найденные при раскопках дворца, характерны и типичны для своего времени: железный однолезвийный нож с массивным кольцом на рукояти, железная втулка — «пещня», точильный брусок, части овального блюдца из светло-зеленого нефрита, коралловая бусина, зол. серьга, обломки сосудов. Глиняная посуда была местной выделки, такая же, как в памятниках таштыкской культуры. Лишь один сосуд был явно привозной — хуннский.
Здание дворца было покрыто кровельной черепицей в виде четырёхугольных слегка вогнутых дисков, стыки между которыми прикрывали полуцилиндрические желоба. Торцовые диски желобчатой черепицы, закреплявшиеся на концах стропил по краю крыши, имели китайские иероглифы, оттиснутые двумя штампами по сырой глине. На всех черепицах написан текст: «Сыну неба тысячу осеней и десять тысяч лет весной радости без горя». Вокруг развалин здания были обнаружены остатки глинобитной ограды с башнями от въездных ворот, окружавших усадьбу дворца.
Создание дворца связывалось с легендарным китайским полководцем Ли Лином, взятым в плен хуннами в 99 до н. э. и назначенным наместником в северные земли. Однако особенности надписи позволяют некоторым учёным делать вывод о принадлежности дворца дочери Ван Чжаоцзюнь или самопровозглашённому императору Лу Фану, сотрудничавшему с сюнну, датируя дворец, таким образом, I веком.
После прекращения существования и обрушения дворца образовавшийся большой холм использовался как место для сооружения поздних таштыкских могил и совершения жертвоприношений в средние века и в этнографическое время.